# Ócsa
Ócsa [óča] je město v Maďarsku v župě Pest, spadající pod okres Gyál. Nachází se asi 8 km jihovýchodně od Budapešti. V roce 2015 zde žilo 9 256 obyvatel, z nichž jsou 85 % Maďaři, 1,3 % Romové, 0,6 % Rumuni a 0,4 % Němci.
Nejbližšími městy jsou Dabas, Dunaharaszti, Gyál, Újhartyán a Üllő. Poblíže jsou též obce Alsónémedi, Bugyi, Felsőpakony a Inárcs. 

## Historie
Město bylo poprvé zmíněno v roce 1235 pod názvem Alza. Premonstrátský řád zde postavil klášter s kostelem zasvěceným Panně Marii.

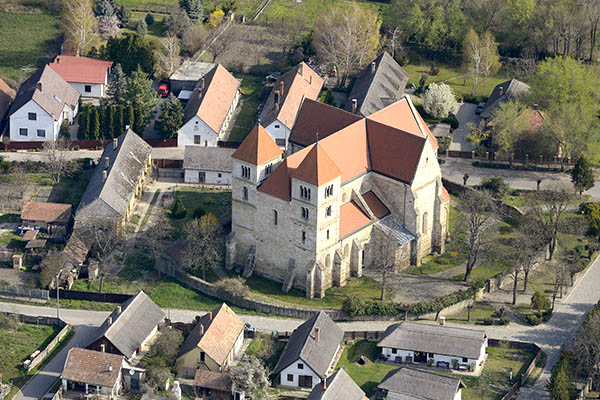
Letecký pohled na románský kostel.

Okolo roku 1600 místní obyvatelstvo přešlo na protestantskou víru. Místní věřící mohli obnovit z rozhodnutí Marie Terezie původní kostel, nicméně při tom byla zničena celá řada původních středověkých prvků. Na konci 18. století je původní obec zaznamenána na mapách prvního vojenského (josefinského) mapování. Nacházela se na úzkém pásu pevné půdy, který obklopoval rozsáhlý močál. Postupně se dařilo jejich plochy zmenšovat a nahrazovat je vinicemi.
Roku 1856 se z města stalo centrum okresu.
Střed města se nachází v dnešní lokalitě Öregfalu a postupně se v 20. a 21. století se rozvíjelo díky suburbanizaci Budapešti. Zástavba vznikala především okolo železniční stanice. Sestěhovala se sem řada pracovníků v průmyslu, kteří chtěli bydlet dále od maďarské metropole. Lehčí průmyslové objekty se nachází severně od města, směrem k Budapešti.

## Zeleň a životní prostředí
Okolo Ócsi se nachází několik souvislých lesů. Jižně od města leží pozůstatky původních močálů (Turjánvidék), které jsou chráněné jako přírodní rezervace (Ócsai tajvédermi körzet), ke kterým vedou turistické trasy. 

## Pamětihodnosti
- Bývalý klášter s dnes reformovaným[2] kostelem postavený v románském stylu. Patří k nejlépe dochovaným stavbám své doby v Maďarsku. Původně byl součástí kláštera premonstrátů.
- Dochované venkovské domy (tájház).[2]
- Expozice vlastivědného muzea
- vinné sklepy
- Ptačí pozorovatelna a nedaleké rašeliniště (jihozápadně od obce), chráněné jako přírodní památka.
- Katolický kostel, vysvěcený v roce 1777. Je zasvěcen Nejsvětější Trojici.

## Doprava
Poblíže města je nájezd na dálnici M5.
Ócsou prochází také železniční trať z Budapešti do Kecskemétu. Zajíždějí sem spoje příměstské autobusové dopravy z Budapešti.

## Známé osobnosti
- Tamás Falu, maďarský básník